# کلودیو اولینتو دی کاروالیو
کلودیو اولینتو دی کاروالیو (به پرتغالی: Claudio Olinto de Carvalho) هافبک اهل برزیل است که در شهر سانتوس و در تاریخ ۱ فوریهٔ ۱۹۴۲ به دنیا آمده‌است.
کلودیو اولینتو دی کاروالیو در تیم‌های فوتبال سانتوس سابقهٔ حضور دارد.